# Харрис, Дэмиен
Дэмиен Харрис (англ. Damien Harris; 11 февраля 1997, Ричмонд, Кентукки) — американский футболист, раннинбек клуба НФЛ «Баффало Биллс». На студенческом уровне играл за команду Алабамского университета. Двукратный победитель национального чемпионата. На драфте НФЛ 2019 года был выбран в третьем раунде.

## Биография
Дэмиен Харрис родился 11 февраля 1997 года в Ричмонде в Кентукки. Учился в старшей школе Мадисон Сазерн. В составе школьной команды играл на позиции раннинбека, за карьеру набрал выносом 6748 ярдов, суммарно занёс 122 тачдауна, показав второй результат в истории школьного футбола в штате. В 2013 году был признан лучшим игроком Кентукки, включался в состав сборной звёзд сезона по версии USA Today. Участвовал в матче всех звёзд школьного футбола. На момент окончания школы занимал второе место среди раннинбеков в рейтинге молодых игроков ESPN 300.

### Любительская карьера
В 2015 году Харрис поступил в Алабамский университет. Дебютный сезон он провёл в роли дублёра Деррика Хенри, приняв участие в двенадцати играх и набрав выносом 157 ярдов. Также выполнял обязанности специалиста по возвратам начальных ударов, заработав 174 ярда. Вместе с командой стал победителем плей-офф национального чемпионата. В 2016 году занял место в стартовом составе команды и в пятнадцати матчах набрал 1037 ярдов, назывался в числе возможных претендентов на приз Доука Уокера лучшему бегущему сезона.
В сезоне 2017 года Харрис сыграл в четырнадцати матчах, набрав 1000 ярдов. По среднему количеству ярдов, набираемых на попытку выноса, он вошёл в десятку лучших игроков сезона. Вместе с командой он второй раз подряд выиграл национальный чемпионат, в финальном матче с Джорджией набрал 17 ярдов выносом и 21 ярд на приёме. В начале 2018 года Харрис отказался от возможности досрочно выйти на драфт и остался в команде ещё на один сезон. В пятнадцати играх турнира он набрал 876 ярдов с девятью тачдаунами. По итогам сезона его включили в состав второй сборной звёзд конференции SEC. Карьеру он завершил с 3070 выносными ярдами, став восьмым в истории университета игроком, преодолевшим отметку в 3000 ярдов.

#### Статистика выступлений в NCAA
| Сезон | Команда              | Игры | Приём | Приём | Приём | Приём | Вынос | Вынос | Вынос | Вынос |
| Сезон | Команда              | Игры | Rec   | Yds   | Y/A   | TD    | Att   | Yds   | Y/A   | TD    |
| ----- | -------------------- | ---- | ----- | ----- | ----- | ----- | ----- | ----- | ----- | ----- |
| 2015  | Алабама Кримсон Тайд | 12   | 4     | 13    | 3,3   | 0     | 46    | 157   | 3,4   | 1     |
| 2016  | Алабама Кримсон Тайд | 15   | 14    | 99    | 7,1   | 2     | 146   | 1037  | 7,1   | 2     |
| 2017  | Алабама Кримсон Тайд | 14   | 12    | 91    | 7,6   | 0     | 135   | 1000  | 7,4   | 11    |
| 2018  | Алабама Кримсон Тайд | 15   | 22    | 204   | 9,3   | 0     | 150   | 876   | 5,8   | 9     |
| Всего | Всего                | 56   | 52    | 407   | 7,8   | 2     | 477   | 3070  | 6,4   | 23    |

### Профессиональная карьера
Перед драфтом НФЛ 2019 года аналитик издания Bleacher Report Мэтт Миллер называл преимуществами Харриса пробивную мощь и умение вести силовую борьбу, работу ног, выносливость, аккуратность в работе с мячом, полезность в роли блокирующего или принимающего, отсутствие серьёзных травм в прошлом. К минусам игрока он относил недостаток скорости, плохую маневренность, антропометрические данные и привычку входить в контакт с защитником, опустив голову.

#### Нью-Ингленд Пэтриотс
На драфте Харрис был выбран «Нью-Ингленд Пэтриотс» в третьем раунде под общим 87 номером. В июне 2019 года он подписал с клубом четырёхлетний контракт на сумму 3,6 млн долларов. В составе команды он оказался пятым раннинбеком и в дебютном сезоне принял участие лишь в двух играх, сделав четыре попытки выноса на 12 ярдов. Первый месяц регулярного чемпионата в 2020 году он пропустил из-за травмы руки. После возвращения в состав Харрис сыграл в десяти матчах, набрав 691 ярд с двумя тачдаунами. В январе 2021 года он получил травму голеностопа и пропустил концовку сезона.
В 2022 году он продолжил прогрессировать. В пятнадцати проведённых играх Харрис набрал 929 ярдов выносом, став десятым бегущим в лиге по этому показателю. Занесённые им 15 тачдаунов стали вторым результатом сезона. Также он стал единственным раннинбеком НФЛ, два года подряд получившим от издания Pro Football Focus оценку не ниже 85 баллов. В последующее межсезонье «Пэтриотс» покинул координатор нападения Джош Макдэниелс, что повлекло за собой изменения в игре команды. Харрис остался стартовым раннинбеком, но в выносной игре основная нагрузка была возложена на Рамондре Стивенсона. Сказались и две полученные им травмы, в результате чего Харрис смог сыграть только в одиннадцати матчах, набрав 462 ярда. После окончания сезона он получил статус свободного агента.

#### Баффало Биллс
В марте 2023 года Харрис подписал однолетний контракт на сумму 1,77 млн долларов с «Баффало Биллс».

#### Статистика выступлений в НФЛ

##### Регулярный чемпионат
| Сезон | Команда              | Игры | Приём | Приём | Приём | Приём | Вынос | Вынос | Вынос | Вынос |
| Сезон | Команда              | Игры | Rec   | Yds   | Y/A   | TD    | Att   | Yds   | Y/A   | TD    |
| ----- | -------------------- | ---- | ----- | ----- | ----- | ----- | ----- | ----- | ----- | ----- |
| 2019  | Нью-Ингленд Пэтриотс | 2    | 0     | 0     | 0,0   | 0     | 4     | 12    | 3,0   | 0     |
| 2020  | Нью-Ингленд Пэтриотс | 10   | 5     | 52    | 10,4  | 0     | 137   | 691   | 5,0   | 2     |
| 2021  | Нью-Ингленд Пэтриотс | 15   | 18    | 132   | 7,3   | 0     | 202   | 929   | 4,6   | 15    |
| 2022  | Нью-Ингленд Пэтриотс | 11   | 17    | 97    | 5,7   | 0     | 106   | 462   | 4,4   | 3     |
| 2023  | Баффало Биллс        | 6    | 2     | 16    | 8,0   | 0     | 23    | 94    | 4,1   | 1     |
| Всего | Всего                | 44   | 42    | 297   | 7,1   | 0     | 472   | 2188  | 4,6   | 21    |

* На 27 октября 2023 года

##### Плей-офф
| Сезон | Команда              | Игры | Приём | Приём | Приём | Приём | Вынос | Вынос | Вынос | Вынос |
| Сезон | Команда              | Игры | Rec   | Yds   | Y/A   | TD    | Att   | Yds   | Y/A   | TD    |
| ----- | -------------------- | ---- | ----- | ----- | ----- | ----- | ----- | ----- | ----- | ----- |
| 2021  | Нью-Ингленд Пэтриотс | 1    | 1     | 7     | 7,0   | 0     | 9     | 30    | 3,3   | 0     |
| Всего | Всего                | 1    | 1     | 7     | 7,0   | 0     | 9     | 30    | 3,3   | 0     |